# ميغيل أنخيل لوكي
ميغيل أنخيل لوكي (بالإسبانية: Miquel Àngel Luque i Santiago) هو لاعب كرة قدم إسباني في مركز الوسط، ولد في 23 يوليو 1990 في ساباديل في إسبانيا. شارك مع منتخب إسبانيا تحت 19 سنة لكرة القدم. أما مع النوادي، فقد لعب مع أتلتيكو مدريد ب ورابيد بوخارست ونادي أوسبيتاليت ونادي برشلونة ب.

## وصلات خارجية
- ميغيل أنخيل لوكي على موقع قاعدة بيانات كرة القدم.إي يو (الإنجليزية)
- ميغيل أنخيل لوكي على موقع Soccerway.com (الإنجليزية)
- ميغيل أنخيل لوكي على موقع AS.com (الإسبانية)